# Guy Vandersmissen
Guy Vandersmissen est un joueur de football belge né le 25 décembre 1957 à Tongres.

## Biographie
Guy Vandersmissen s'affilie en 1972 au Standard de Liège. En 1977-1978, il est prêté au Stade de Waremme (D4). Revenu au Standard de Liège, il dispute 370 matchs et marque 69 buts. Il est, en 1982 et 1983, champion de Belgique. En 1981, il remporte la Coupe de Belgique. En 1982, il est finaliste de la Coupe d'Europe des vainqueurs de coupe en étant l'auteur du but liégeois contre le FC Barcelone.
En 1991, il quitte le Standard de Liège pour Germinal Ekeren, il y joue deux saisons (35 matchs, 3 buts). En 1993, il part au RWD Molenbeek. Il y dispute 171 matchs et marque 6 buts en championnat. En 1998, il est joueur-entraîneur du RWDM.
Guy Vandersmissen est international à 17 reprises pour la Belgique. Il obtient sa première cape lors de Belgique-Argentine le 13 juin 1982, match d'ouverture de la Coupe du monde en Espagne.
Il est actuellement manager.

## Palmarès
- Champion de Belgique en 1982 et 1983 avec le Standard de Liège
- Vice-champion de Belgique en 1980  avec le Standard de Liège
- Vainqueur de la Coupe de Belgique en 1981 avec le Standard de Liège
- Finaliste de la Coupe de Belgique en 1988 et 1989 avec le Standard de Liège
- Finaliste de la Coupe d'Europe des vainqueurs de Coupe en 1982 avec le Standard de Liège
- Vainqueur de la Coupe de la Ligue Pro en 1975 avec le Standard de Liège

## Statistiques
- 574 matchs et 80 buts marqués en Division 1[5]